# Brachypteryx
Brachypteryx là một chi chim trong họ Muscicapidae.

## Các loài
- Brachypteryx cruralis
- Brachypteryx goodfellowi
- Brachypteryx hyperythra
- Brachypteryx leucophris
- Brachypteryx montana
- Brachypteryx sinensis

Các loài trước đây
- Heinrichia calligyna
- Heteroxenicus stellata
- Myiomela major